# Potamonautes kundudo
Potamonautes kundudo is een krabbensoort uit de familie van de Potamonautidae. De wetenschappelijke naam van de soort is voor het eerst geldig gepubliceerd in 2012 door Cumberlidge & Clark.
Het diertje heeft een schildbreedte van ongeveer 2,5 cm. De soort is alleen bekend van een grot in Mount Kundudo in het oosten van Ethiopië.